# Société académique de Paris-Plage
Cet article court présente un sujet plus développé dans : Société académique du Touquet-Paris-Plage.
La Société académique de Paris-Plage, créée en 1906 à Paris-Plage, a été renommée en 1912 Société académique du Touquet-Paris-Plage.
Elle a pour but de rassembler et répertorier les archives locales et de veiller à leur conservation.